# Муромцов, Матвей Матвеевич
Матвей Матвеевич (Муромцев) Муромцов (1790 — 1879) — российский государственный деятель, действительный статский советник (1834); гражданский губернатор Таврической губернии (1837—1843) из дворянского рода Муромцевых.

## Биография
Родился в семье генерал-поручика Матвея Васильевича Муромцева (1737—1799) и жены его Екатерины Александровны Волковой (1766—1813), дочери А. А. Волкова. Детские годы провёл в родительском имении Баловнёво Данковского уезда и получил домашнее образование.
В службе в офицерском чине с 1809 года и выпущен в Измайловский лейб-гвардии полк. Участник военной кампании 1807 года и Отечественной войны 1812 года, во время Отечественной войны был адъютантом генералов С. Ф. Голицына и А. П. Ермолова («адъютант-стрела»), при Смоленском сражении получил тяжёлое ранение в голову. В 1816 году полковник. Отказавшись быть чиновником посольства А. П. Ермолова в Персию, остался в армии и в 1817 году вышел в отставку.
С 10 апреля 1820 года коллежский советник, Владимирский вице-губернатор. С 1821 года статский советник, Тамбовский вице-губернатор. По собственным воспоминаниям, в августе 1822 года участвовал в собраниях членов тайного общества в Москве. Предположительно, ранее был участником Союза благоденствия (1818—1821). К следствию по делу декабристов не привлекался и наказания не понёс. В 1827 года Рязанский губернский предводитель дворянства. С 1830 года Саратовский вице-губернатор. В 1834 году произведён в действительные статские советники. С 1837 года Таврический гражданский губернатор. В 1843 году вышел в отставку. Последние годы жизни провёл за границей, где и скончался от воспаления легких. Похоронен на православном кладбище в Висбадене.
Оставил мемуары, напечатанные в Русском архиве в 1890 году и охватывающие продолжительное время — более двадцати лет.

## Семья
Жена (с 1816) — Варвара Гавриловна Бибикова (1792—19.06.1864), дочь генерал-майора Гавриила Ильича Бибикова (1747—1803) от второго его брака с известной московской красавицей Екатериной Александровной Чебышёвой (1767—1833); сестра Д. Г. Бибикова. Скончалась от «паралича в легких», похоронена рядом с мужем в Висбадене.
Их дети: Екатерина (08.04.1817—1834), Петр (1818—1831), Павел (1819), Гавриил (ум. 11.04.1820); Елизавета (23.06.1822— ?), Елизавета (23.12.1823— ?; в замужестве Новосильцова), Леонид (1825—1899; тайный советник и гофмейстер ЕИВ), Варвара (1828; в замужестве Миронова), Александра (1833—1897; замужем за двоюродным братом Матвеем Павловичем Бибиковым).